# Tomáš Vačkář
Tomáš Vačkář (* 31. Juli 1945 in Prag; † 2. Mai 1963 ebenda) war ein tschechischer Komponist.
Der Sohn von Dalibor Vačkář besuchte das Prager Konservatorium. 
In seiner kurzen Schaffenszeit komponierte er ein Concertino für Flöte, Streicher und Klavier, eine Klaviersonate und weitere Klavierstücke, Metamorphosen über ein japanisches Thema, ein Scherzo für Orchester und Lieder.